# Melius nil caelibe vita
 Melius nil caelibe vita лат. (изговор: мелијус  нил целибе вита). Нема ништа боље од живота нежење. (Хорације)

## Поријекло изреке
Изрекао у првом вијеку п. н. е. Квинт Хорације Флак лат. Quintus Horatius Flaccus највећи римски лирски пјесник током владавине Октавијана Августа .

## Значење
Хорације велича статус нежења.